# Bayerische Eishockeymeisterschaft 1927/28
Die Bayerischen Eishockey-Meisterschaft 1927/28 gewann wie im Vorjahr der SC Riessersee.
Die beiden Nürnberger Mannschaften traten zu den Vorrundenspielen in Südbayern nicht an. München und Füssen qualifizierten sich kampflos für die Finalspiele in Garmisch. Das Halbfinale endete zwischen den beiden Mannschaften endete nach drei Verlängerungen unentschieden und wurde am Vormittag des Folgetages wiederholt. Füssen gewann und traf als Herausforderer im Finale auf den SC Riessersee. Der amtierende Deutsche und Bayerische Meister trat ersatzgeschwächt an, konnte aber trotzdem die Meisterschaft verteidigen.
Riessersee und Füssen qualifizierten sich für die Deutsche Eishockey-Meisterschaft 1928, wo sie den 2. und 3. Platz belegten.

## Vorrunde
- Münchner EV – 1. FC Nürnberg (kampflos)
- ESV Füssen – HG Nürnberg (kampflos)

## Vorschlußspiel
| 14. Januar 1928 | Münchner EV | 1:1 n. 3. V. | ESV Füssen | Riessersee, Garmisch |

| 15. Januar 1928 | Münchner EV | 1:2 | ESV Füssen | Riessersee, Garmisch |

## Finale
| 15. Januar 1928 | SC Riessersee 1:0 Scheublein 2:1 Scheublein | 2:1 (1:0, 1:1, 0:0) | ESV Füssen 1:1 Vogl | Riessersee, Garmisch |